# Diêm giác
Diêm giác (danh pháp khoa học: Halosarcia indica) là loài thực vật có hoa thuộc họ Dền. Loài này được (Willd.) Paul G.Wilson mô tả khoa học đầu tiên năm 1980.
Cây cỏ mọc đứng hoặc hơi bò thành từng đám. Thân cành mọc thành từng đốt, lá dạng vảy mọc đối. Phân bổ thường thấy ở các vùng đất ven biển hoặc có ngập nước mặn.